# Gouvernement Dabiré I
Burkina Faso
Thiéba Dabiré II
Le gouvernement Dabiré est le gouvernement du Burkina Faso du 24 janvier 2019 au 30 décembre 2020.
Le chef du gouvernement Christophe Dabiré est nommé le 21 janvier 2019 par le Président Roch Marc Christian Kaboré et il prend officiellement ses fonctions de Premier ministre du Burkina Faso et Chef du Gouvernement le jeudi 24 janvier 2019. La composition de l'ensemble du gouvernement est annoncée le même jour.

## Composition

### Premier Ministère
Premier ministre : Christophe Joseph Marie Dabiré

### Ministères d'État
- Ministère d’État, Ministère de la Défense nationale et des Anciens combattants : Moumina Chériff Sy
- Ministère d’État, Ministère de l'Administration territoriale, de la Décentralisation et de la Cohésion sociale : Siméon Sawadogo

### Ministères
- Ministère des Affaires étrangères et de la Coopération : Alpha Barry
- Ministère de la Sécurité : Ousséni Compaoré
- Ministère de la Justice, Garde des Sceaux : Bessolé René Bagoro
- Ministère de l’Intégration africaine et des Burkinabè de l'extérieur : Paul Robert Tiendrebéogo
- Ministère de l'Éducation nationale, de l'Alphabétisation et de la Promotion des langues nationales : Stanislas Ouaro
- Ministère de la Santé : Léonie Claudine Lougué
- Ministère de l'Économie, des Finances et du Développement : Lassané Kaboré
- Ministère de l'Enseignement supérieur, de la Recherche scientifique et de l'Innovation : Alkassoum Maïga
- Ministère de la Fonction publique, du Travail et de la Protection sociale : Séni Mahamadou Ouédraogo
- Ministère du Développement de l'économie numérique et des Postes : Hadja Fatimata Ouattara
- Ministère de la Communication et des Relations avec le Parlement : Remis Fulgance Dandjinou
- Ministère de l'Agriculture et des Aménagements hydro-agricoles : Salifou Ouedraogo
- Ministère de l'Eau et de l'Assainissement : Niouga Ambroise Ouédraogo
- Ministère des Infrastructures : Éric Bougouma
- Ministère de l'Énergie : Bachir Ismaël Ouédraogo
- Ministère des Mines et des Carrières : Oumarou Idani
- Ministère des Transports, de la Mobilité urbaine et de la Sécurité routière : Vincent Timbindi Dabilgou
- Ministère de la Femme, de la Solidarité nationale, de la Famille et de l'Action humanitaire : Hélène Marie Laurence Ilboudo-Marchal
- Ministère du Commerce, de l'Industrie et de l'Artisanat : Harouna Kaboré
- Ministère des Ressources animales et halieutiques : Sommanogo Koutou
- Ministère de la Jeunesse et de la Promotion de l'entrepreneuriat des jeunes : Salifo Tiemtoré
- Ministère de l'Urbanisme et de l'Habitat : Maurice Dieudonné Bonanet
- Ministère des Droits humains et de la Promotion civique : Maminata Ouattara
- Ministère de l'Environnement, de l'Économie verte et du Changement climatique : Batio Bassière
- Ministère de la Culture, des Arts et du Tourisme : Abdoul Karim Sango
- Ministère des Sports et des Loisirs : Daouda Azoupiou

### Ministres délégués
- Ministre délégué auprès du Ministère de l'Économie, des Finances et du Développement, chargé du Budget : Édith Clémence Yaka
- Ministre délégué auprès du Ministère de l'Économie, des Finances et du Développement, chargé de l'Aménagement du territoire : Pauline Zouré
- Ministre délégué auprès du Ministère de l'Administration territoriale, de la Décentralisation et de la Cohésion sociale, chargé de la Décentralisation et de la Cohésion sociale : Madiara Sagnon
- Ministre délégué auprès du Ministère de l'Enseignement supérieur, de la Recherche scientifique et de l'Innovation, chargé de la Recherche scientifique et de l'Innovation : Urbain Ibrahim Coulidiati